# پادرنا
پادرنا (به ایتالیایی: Paderna) یک کومونه در ایتالیا است که در استان آلساندریا واقع شده‌است.

## خصوصیات
پادرنا ۴٫۲ کیلومترمربع مساحت و ۲۴۲ نفر جمعیت دارد و ۳۰۰ متر بالاتر از سطح دریا واقع شده‌است.